# Gabriel Hécart
Gabriel Antoine Joseph Hécart, né le 24 mars 1755 à Valenciennes où il est mort le 19 novembre 1838, est un homme de lettres français, tour à tour naturaliste, philologue, historien, antiquaire et poète.

## Biographie
Gabriel Hécart est le beau-père de Joseph de Rosny, grand-père de Lucien de Rosny et arrière-grand-père de Léon de Rosny.
Gabriel Hécart travaille comme employé de bureau dans l'administration, devenant greffier de la commune puis secrétaire de mairie, et poursuit pendant ses loisirs des études sur un grand nombre de sujets. Il s'intéresse notamment à la flore et à la faune régionales, rédige des mémoires pour la Société d'agriculture de Valenciennes et donne des leçons de botanique ouvertes à tous. Il est membre correspondant de plusieurs académies, telles que l'Académie celtique, qui devient en 1813 la Société royale des antiquaires de France. Il entretient aussi un important réseau de correspondants, composé d'hommes qui lui ressemblent par l'étendue de leur curiosité et sont souvent comme lui bibliophiles et polygraphes : Bon-Joseph Dacier, Charles de Pougens, Antoine-Alexandre Barbier, Frédéric de Reiffenberg.
Hécart se constitue au cours de sa vie une vaste bibliothèque où les ouvrages de botanique et de minéralogie voisinent avec les recueils de toutes sortes : adages et proverbes, fables et anas, récits de voyage, vieux poètes français, pièces de théâtre anciennes et nouvelles. Il accumule également les collections : herbiers, coquilles et minéraux, objets d'art et de curiosité.
« Il commence une carrière d’homme de sciences et de journaliste vers l’âge de 24 ans, en publiant des mémoires d’économie politique et divers articles de poésie. Cet érudit qui se targue, par la devise « quedam doctis, omnia nostratibus », qu’aucune science ne saurait lui échapper, est en effet un insatiable homme de savoir. [...] Il fut poète, historien, auteur dramatique, journaliste, antiquaire, romancier, bibliographe, lexicographe et philologue. Cette universalité qui ne laisse pas d'indiquer une certaine flexibilité dans l'écrivain, et qui dénote du reste une vie pleine et occupée, fut sans doute une erreur dans laquelle Hécart fut trop souvent entraîné : en s'attachant à une spécialité, sa part de gloire n'en eût pas été amoindrie, peut-être eût-il au contraire obtenu plus de succès. »
Son ouvrage le plus notable est son Dictionnaire rouchi-français, sur lequel il travailla plus de vingt ans et dont la troisième édition, parue en 1834, constitua en son temps l'étude la plus complète sur la langue picarde valenciennoise.

## Principales publications
- Essai sur les qualités et propriétés des arbres, arbrisseaux, arbustes et plantes ligneuses, qui croissent naturellement dans le département du Nord, 1794
- Les Bosquets d'agrément, poème en quatre chants, suivi des Arbres toujours verts, poème en stances régulières, 1808
- Dictionnaire rouchi-français, 1812 Texte en ligne de la 3e édition 1834 (voir infra).
- Quelques préjugés populaires des habitants de Valenciennes et des communes environnantes, ouvrage posthume d'un auteur vivant, 1813
- Recherches historiques, bibliographiques, critiques et littéraires sur le théâtre de Valenciennes, 1816
- Anagrapheana, sive Bibliographiae peculiaris librorum ana dictorum iisque affinium prodromus, a Johanne Gisleberto Phitakaer, 1821
- Anagramméana, poème en huit chants, 1821. Réédition : Anagramméana, poème en huit chants, texte présenté et annoté par Alain Chevrier, Bassac : Plein chant, 2007
- Stultitiana, ou Petite biographie des fous de la ville de Valenciennes, par un homme en démence, 1823
- Serventois et sottes chansons, couronnés à Valenciennes, tirés des manuscrits de la Bibliothèque du Roi, 1825
- Sur le goût des habitans de Valenciennes pour les lettres et les arts, 1826
- Biographie valenciennoise, recueil de notices extraites de la Feuille de Valenciennes de 1821 à 1826, 1826
- Dictionnaire du vieux langage français (ca 1800) .  Nouveau glossaire du vieux langage français, contenant des mots qui n’ont point été compris dans celui de Roquefort, par Hécart, augmenté par Lucien de Rosny, son petit-fils, 3 volumes, in 4°, demi-chagrin rouge, contenant 1550 p. - Ens. 5 volumes in-folio et 4°. Valenciennes, 1834
- Florula hannoniensis, 1836